# أصدقاء (الموسم 7)
عُرِض الموسم السابع من مسلسل فريندز وهو مسلسل كوميديا الموقف أمريكي من تأليف كل من ديفيد كرين ومارتا كوفمان على قناة إن بي سي في 12 أكتوبر 2000. ٱنتج المسلسل بواسطة شركة برايت/كوفمان/كرين برودكشنز بالاشتراك مع تلفزيون وارنر برذرز. يحتوي الموسم على 24 حلقة واختتم بثه في 17 مايو 2001.

## لمحة عامة
يتبع الموسم السابع بشكل أساسي تخطيط مونيكا وتشاندلر لحفل زفافهما وسط مشاكل مختلفة. ٱلغي مسلسل جوي التلفزيوني، «ماك أند تشييز» ولكن عُرض عليه دوره القديم في مسلسل أيام حياتنا؛ ٱعيد ربط شخصيته في المسلسل بالكشف عن أن الدكتور دريك راموراي كان في غيبوبة لمدة أربع سنوات وٱحيى من خلال عملية زرع دماغ من شخصية أخرى. تحتوي شقة فيبي التي ٱصلحت على غرفة نوم واحدة كبيرة بدلاً من غرفتي نوم أصليتين، لذلك تبقى رايتشل بشكل دائم مع جوي. ترقت رايتشل في رالف لوران وتوظف بشكل متهور مساعدًا شابًا تاغ جونز (إدي كيهيل) بناءً على مظهره الجذاب، عوض امرأة أخرى أكثر تأهيلًا منه. يكتشف تاغ مشاعرها تجاهه في عشاء عيد الشكر، ويبدأن في المواعدة ويخفيان ذلك عن زملائهما في العمل. ومع ذلك، في عيد ميلادها الثلاثين، أنهت رايتشل علاقتها معه بعد أن أدركت أن تاغ صغير جدًا وغير ناضج. يشعر تشاندلر بالذعر ويختبئ قبل ساعات من حفل زفافه بمونيكا. وجدت فيبي ورايتشل اختبار حمل إيجابيًا في حمام مونيكا وتشاندلر. ويفترضان أن مونيكا حامل. يجد روس وفيبي تشاندلر ويقنعانه بالعودة للحفل، على الرغم من أنه اختفى مرة أخرى لفترة وجيزة بعد أن سمع فيبي ورايتشل يناقشان اختبار الحمل. ولكنه يخرج من مخبئه ويقتنع بفكرة الأبوة. نفت مونيكا أنها حامل بعد الحفل؛ ليتبين أن اختبار الحمل خاص برايتشل.

## الاستقبال
صنف موقع «كولايدر» الموسم في المرتبة الرابعة على ترتيب أفضل مواسم مسلسل فريندز العشرة. كانت حلقة «الواحدة مع زواج مونيكا وتشاندلر» الحلقة المتميزة في الموسم وفقًا لهم. كما أضافوا بأن حلقة «الواحدة مع صورة الخطوبة» و «الواحدة مع عهود الزواج» كانتا من أبرز الحلقات الأخرى.